# Tour de Francia 1963
El 50.º Tour de Francia se disputó entre el 23 de junio y el 14 de julio de 1963 con un recorrido de 4137 km. dividido en 21 etapas de las que la segunda y la sexta estuvieron divididas en dos sectores.
Participaron 130 ciclistas repartidos en 13 equipos de 10 corredores de los que lograron llegar a París solo 76 ciclistas. En esta faceta destacó el equipo Ferrys, que logró finalizar la prueba con todos sus integrantes.
El vencedor cubrió la prueba a una velocidad media de 37,092 km/h.

## Etapas
| Etapa   | Fecha  | Recorrido                  | Distancia (km) | Ganador                    | Líder                      |
| ------- | ------ | -------------------------- | -------------- | -------------------------- | -------------------------- |
| 1.ª     | 23 jun | Nogent-sur-Marne-Épernay   | 152,5          | Eddy Pauwels               | Eddy Pauwels               |
| 2.ª (1) | 24jun  | Reims-Jambes               | 185,5          | Rik Van Looy               | Eddy Pauwels               |
| 2.ª (2) | 24 jun | Jambes-Jambes              | 21,5 (CRE)     | Pelforth-Sauvage-Lejeune   | Eddy Pauwels               |
| 3.ª     | 25 jun | Jambes-Roubaix             | 223,5          | Seamus Elliott             | Seamus Elliott             |
| 4.ª     | 26 jun | Roubaix-Ruan               | 235,5          | Frans Melckenbeeck         | Seamus Elliott             |
| 5.ª     | 27 jun | Ruan-Rennes                | 285            | Antonio Bailetti           | Seamus Elliott             |
| 6.ª (1) | 28 jun | Rennes-Angers              | 118,5          | Roger De Breuker           | Seamus Elliott             |
| 6.ª (2) | 28 jun | Angers-Angers              | 24,5 (CRI)     | Jacques Anquetil           | Gilbert Desmet             |
| 7.ª     | 29 jun | Angers-Limoges             | 236            | Jan Janssen                | Gilbert Desmet             |
| 8.ª     | 30 jun | Limoges-Burdeos            | 231,5          | Rik Van Looy               | Gilbert Desmet             |
| 9.ª     | 1 jul  | Burdeos-Pau                | 202            | Pino Cerami                | Gilbert Desmet             |
| 10.ª    | 2 jul  | Pau-Bagnères-de-Bigorre    | 148,5          | Jacques Anquetil           | Gilbert Desmet             |
| 11.ª    | 3 jul  | Bagnères-de-Bigorre-Luchon | 131            | Guy Ignolin                | Gilbert Desmet             |
| 12.ª    | 4 jul  | Luchon-Toulouse            | 207,5          | André Darrigade            | Gilbert Desmet             |
| 13.ª    | 6 jul  | Toulouse-Aurillac          | 234            | Rik Van Looy               | Gilbert Desmet             |
| 14.ª    | 7 jul  | Aurillac-Saint-Étienne     | 236,5          | Guy Ignolin                | Gilbert Desmet             |
| 15.ª    | 8 jul  | Saint-Étienne-Grenoble     | 174            | Federico Martín Bahamontes | Gilbert Desmet             |
| 16.ª    | 9 jul  | Grenoble-Val-d'Isère       | 202            | Fernando Manzaneque        | Federico Martín Bahamontes |
| 17.ª    | 10 jul | Val-d'Isère-Chamonix       | 227,5          | Jacques Anquetil           | Jacques Anquetil           |
| 18.ª    | 11 jul | Chamonix-Lons-le-Saunier   | 225            | Frans Brands               | Jacques Anquetil           |
| 19.ª    | 12 jul | Arbois-Besanzón            | 54,5 (CRI)     | Jacques Anquetil           | Jacques Anquetil           |
| 20.ª    | 13 jul | Besanzón-Troyes            | 233,5          | Roger De Breuker           | Jacques Anquetil           |
| 21.ª    | 14 jul | Troyes-París               | 185,5          | Rik Van Looy               | Jacques Anquetil           |

CR = Contrarreloj individual
CRE = Contrarreloj por equipos

## Clasificación general

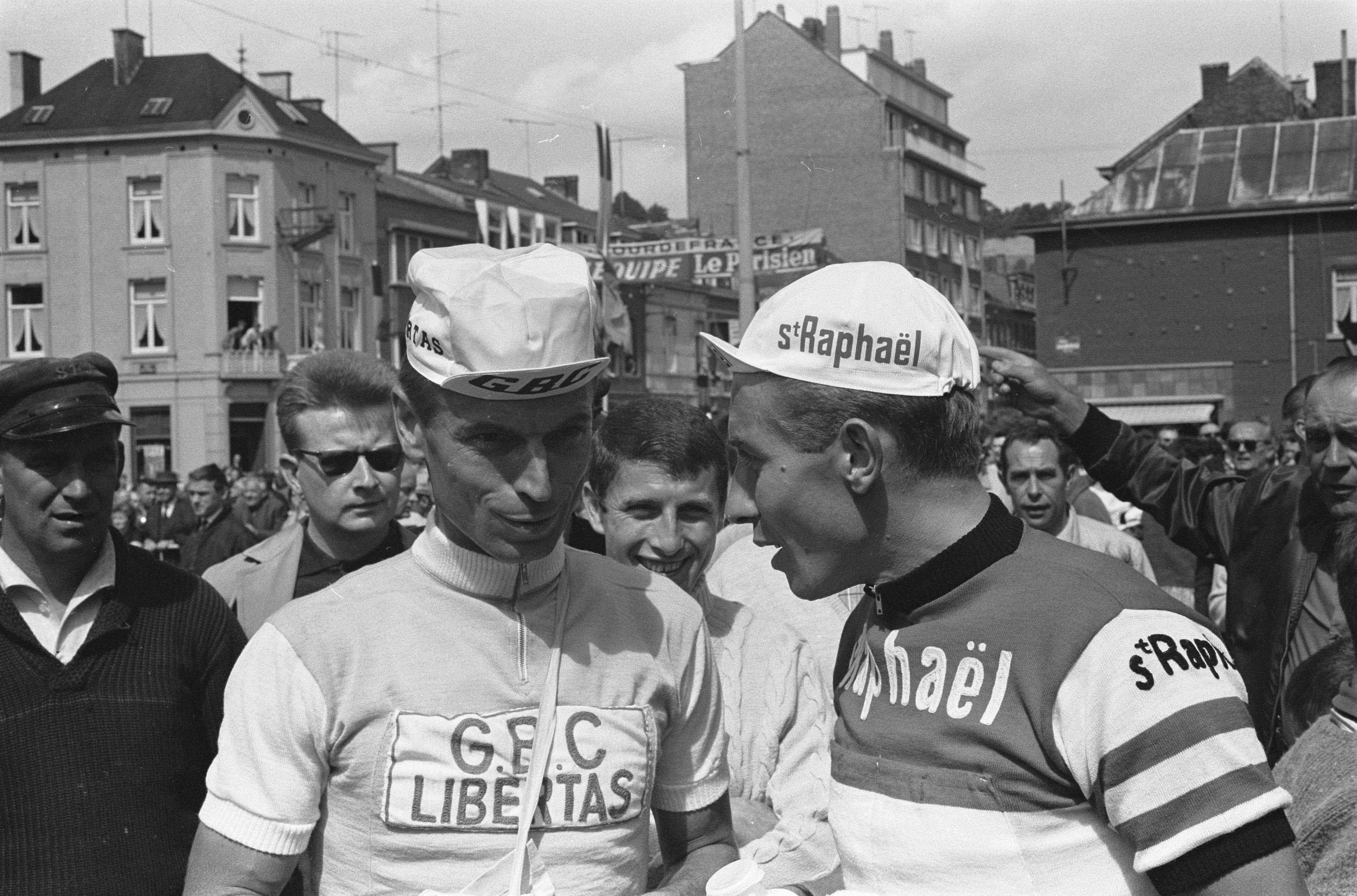
Rik Van Looy y Jacques Anquetil antes del inicio de la quinta etapa en Rouen

| Clasificación general |                     |                                   |                   |
| Ciclista              | Ciclista            | Equipo                            | Tiempo            |
| --------------------- | ------------------- | --------------------------------- | ----------------- |
| 1.º                   | Jacques Anquetil    | Saint-Raphaël-Gitane-R. Geminiani | 113 h 30 min 05 s |
| 2.º                   | Federico Bahamontes | Margnat-Paloma-Dunlop             | + 3 min 35 s      |
| 3.º                   | José Pérez-Francés  | Ferrys                            | + 10 min 14 s     |
| 4.º                   | Jean-Claude Lebaube | Saint-Raphaël-Gitane-R. Geminiani | + 11 min 55 s     |
| 5.º                   | Armand Desmet       | Flandria-Faema                    | + 15 min 00 s     |
| 6.º                   | Angelino Soler      | Flandria-Faema                    | + 15 min 04 s     |
| 7.º                   | Renzo Fontona       | IBAC-Molteni                      | + 15 min 27 s     |
| 8.º                   | Raymond Poulidor    | Mercier-BP-Hutchinson             | + 16 min 46 s     |
| 9.º                   | Hans Junkermann     | Wiel's-Groene Leeuw               | + 18 min 53 s     |
| 10.º                  | Rik Van Looy        | G.B.C.-Libertas                   | + 19 min 24 s     |